# Собор Успения Пресвятой Девы Марии (Харьков)

Собор Успения (Вознесения) Пресвятой Девы Марии (укр. Собор Успіння Пресвятої Діви Марії, пол. Katedra Wniebowzięcia Najświętszej Maryi Panny — католический собор в Харькове, названный в память об Успении Девы Марии. Расположен по адресу: Харьков, ул. Гоголя 4. Кафедральный собор диоцеза Харькова-Запорожья.

## История
Первое здание собора (во имя Розария Пречистой Девы Марии; арх. Верещинский, 1831 г.) находилось несколько южнее, на углу с пер. Марьяненко (б. Провиантским) и было разрушено во время Великой Отечественной войны.
Новый храм в честь Успения Пресвятой Девы Марии построен в 1887—1892 гг. по проекту Харьковского городского инженера Б. Г. Михаловского. Здание имеет базиликальную форму, высокую готическую колокольню с круглым окном-розеткой во втором ярусе, увенчанную шпилем.
26 июля 1892 г. храм был освящён епископом Франциском Симоном. Орган, изготовленный на Етгитонской фабрике в Баварии, установлен в апреле 1901 г.
Были открыты богадельня для нуждающихся, приходская школа, часовня на кладбище и приют для детей-сирот названый именем священника Вагнера. В 1906—1914 гг. происходит частая смена священников, активно ремонтируется и обустраивается храм.
Приход составляли римокатолики разных национальностей. Подписные листки для записи пожертвований на строительство храма были отпечатаны на русском, польском, французском и немецком языках. С миграцией населения в годы первой мировой войны в приходе особо выделяется польская группа. При храме начинает действовать общественное собрание «Польский дом», где размещались бюро по трудоустройству беженцев, харьковское отделение Общества помощи бедным семьям поляков, которые принимали участие в войне, и пострадавшему от военных действий польскому населению, гимнастическая секция в старом церковном здании. С этого времени среди харьковчан и закрепляется польская терминология — «костёл», «ксёндз». С 1915 г. в Харькове появляется большое количество беженцев-армян с территории Отоманской империи, в том числе и армян-католиков, повлиявших на национальный состав прихода.

## Советские годы
В 1917 году была закрыта приходская богадельня. 8 апреля 1922 года губернской комиссией по изъятию церковных ценностей было конфисковано несколько предметов литургической утвари. С лета 1922 г. до 22 марта 1924 г. Харьков служил опорным пунктом акции предоставления гуманитарной помощи, собранной католиками Запада.
31 декабря 1924 г. католическая община заключает договор с губернским исполкомом Совета депутатов «о принятии в бесплатное и бессрочное пользование храма и предметов, в нем находящихся». В 1927 г. властями проводится описание всего церковного имущества прихода. Верующие были вынуждены ежегодно подавать Харьковскому губисполкому данные о составе прихода. Из этих отчётов видно, что приход оставался разнообразным по национальному (русские, украинцы, поляки, белорусы, армяне, французы, литовцы, латыши, итальянцы, бельгийцы, венгры), социальному и возрастному составу, но общее количество прихожан уменьшилась с 1346 чел.(в 1910 г.) до 766 чел. (на январь 1927 г.).
До середины 30-х годов жизнь прихода отличается относительным спокойствием. 4 февраля 1938 г. по обвинению в контрреволюционной национал-шпионской организации был арестован настоятель армянокатолической общины о. Карапет Еганян (расстрелян 27 мая 1938 г. в Харькове). 4 ноября 1940 года исполком Харьковского горсовета вынес постановление о закрытии храма, утверждённое 10 декабря на заседании исполкома Харьковского облсовета. Здание передано театру им. Шевченко. Богослужения возобновились во время немецкой оккупации и продолжались после освобождения Харькова до 1945 года, когда храм был окончательно закрыт и передан под базу кинопроката. Помещение было поделено на два этажа со множеством комнат.

## Настоящее время
7 января 1991 г. будущим настоятелем прихода о. Юрием Зиминским на ступенях церкви была отслужена первая послевоенная месса. Богослужения на ступенях храма и на квартирах верующих становятся регулярными. Вскоре община харьковских римокатоликов регистрируется Киевским райисполкомом г. Харькова. Начинается процесс постепенного (с нескольких комнат на втором этаже) возвращения приходу здания храма, завершившийся в декабре 1991 года. К началу 2000-х гг. восстановлен и обустроен интерьер храма.
Работает приходская библиотека имени святых Кирилла и Мефодия, в том числе с «брайлевскими» книгами для незрячих, приходское издательство «Magnificat», филиал международной организации «Caritas», выходит журнал «Слово с нами» (на русском и украинском языках).
Собор является центром Харьковско-Запорожского диоцеза Римско-Католической церкви.

## Галерея
- Детали фасада
- Статуя Девы Марии
- Боковой неф собора
- Алтарная часть собора
- Статуя св. Павла в восточной части собора
- Мозаика с изображением Девы Марии
- Настенная деталь. Часть "Крестного пути"
- Витраж собора
- Фреска "Иисус - добрый пастырь"